# FileMon
FileMon — бесплатная утилита для 32-битных и 64-разрядных операционных систем Microsoft Windows, разработанная Sysinternals, и затем приобретённая Microsoft Corporation, которая предоставляет пользователям мощный инструмент для мониторинга и слежения за работой всей файловой системы, а также предоставляет подробные описания событий в реальном времени.

## Описание
Filemon следит за работой и контролирует активность всей файловой системы Microsoft Windows, а также отображает все происходящие процессы в реальном времени.
При помощи утилиты пользователь может легко увидеть, какие программы или динамические библиотеки работают, исправить некоторые критические ошибки в системных файлах, к тому же Filemon не только показывает журнал событий и изменений, которые происходят, но и сообщает об их удалении, открытии, чтении, записи файла или каталога. Таким образом, может обнаружить шпионов и проследить за их деятельностью.
Среди прочей базовой функциональности, в технические возможности включены поиск, сохранение полученных результатов в файл, установка фильтров для исследования операционной системы.
После приобретения программных средств Sysinternals компанией Microsoft утилита перестала развиваться, её технические возможности «перекочевали» в Process Monitor наравне с другой ранее популярной утилитой RegMon.